# Benjamín Zarandona
Benjamin Zarandona Esono (Valladolid, 2 marzo 1976) è un ex calciatore spagnolo naturalizzato equatoguineano, di ruolo centrocampista.
Anche suo fratello Iván Zarandona è un calciatore professionista.